# Vera Moskaliuk
Vera Serguéyevna Moskaliuk –en ruso, Вера Сергеевна Москалюк– (Strizhevka, 10 de noviembre de 1981) es una deportista rusa que compitió en judo. Ganó tres medallas en el Campeonato Europeo de Judo entre los años 2006 y 2008.

## Palmarés internacional
| Campeonato Europeo | Campeonato Europeo  | Campeonato Europeo | Campeonato Europeo |
| Año                | Lugar               | Medalla            | Categoría          |
| ------------------ | ------------------- | ------------------ | ------------------ |
| 2006               | Tampere (Finlandia) | Medalla de oro     | –78 kg             |
| 2007               | Belgrado (Serbia)   | Medalla de plata   | –78 kg             |
| 2008               | Lisboa (Portugal)   | Medalla de plata   | –78 kg             |